# Ot de Novara
Ot o Odó de Novara (Novara, ca. 1105 – Tagliacozzo, 14 de gener de 1198) va ser un religiós cartoixà, prevere. És venerat com a beat per l'Església catòlica.

## Biografia
Nascut a Novara, fou elegit prior de la cartoixa de Geirach (actual Eslovènia) en 1189. El bisbe Dietrich el perseguí per diferències amb ell i en 1190 marxà a Roma, cridat per Climent III, que el destituí. Esdevingué capellà i visqué al monestir de Tagliacozzo, on morí amb uns 95 anys.
Hi visqué amb fama de virtuts i santedat. A la seva mort, el papa Gregori IX va ordenar una enquesta canònica sobre la seva conducta. En ella, Ricard de Trivento el qualifica com a "temerós de Déu, modest i cast, dedicat dia i nit a guardar la pregària, vestit només amb l'hàbit gris de llana, que viu en una cel·la minúscula ... obeïa sempre al so de la campana, quan el cridava a l'ofici".
Beatificat en 1859, la seva festa litúrgica se celebra el 14 de gener.